# Wasserkraftwerk Quitaracsa
Das Wasserkraftwerk Quitaracsa (span. Central Hidroeléctrica Quitaracsa) befindet sich am Río Quitaracsa, einem rechten Nebenfluss des Río Santa, im Nordwesten von Peru, 370 km nordnordwestlich der Landeshauptstadt Lima. Das Kraftwerk liegt im Distrikt Yuracmarca in der Provinz Huaylas der Verwaltungsregion Ancash. In unmittelbarer Nähe befindet sich das Wasserkraftwerk Cañón del Pato. Betreiber der Anlage ist EnerSur.

## Wasserkraftwerk
Das auf einer Höhe von 1470 m gelegene Kavernenkraftwerk befindet sich in der peruanischen Westkordillere nahe der Mündung des Río Quitaracsa, unweit der Schlucht Cañón del Pato, etwa 10 km nordnordöstlich der Provinzhauptstadt Huaylas. 
Das unterirdisch gelegene Wasserkraftwerk Quitaracsa wurde in den Jahren 2011–2015 errichtet. Es ist mit zwei Pelton-Turbinen ausgestattet. Die installierte Gesamtleistung beläuft sich auf 112 MW. Die Jahresenergieproduktion liegt vermutlich bei 457 GWh. Die genutzte Brutto-Fallhöhe beträgt 872,8 m, die Netto-Fallhöhe 855 m, die Ausbauwassermenge liegt bei 15 m³/s. Das Kraftwerk ist über einen 316 m langen Zugangstunnel erreichbar. Neben dem Maschinenhaus befindet sich eine weitere Kammer, welche die Transformatoren beherbergt.

## Ausgleichsbecken
Die Ableitungsstelle am Río Quitaracsa liegt auf einer Höhe von 2343 m. Dort befindet sich ein Ausgleichsbecken (⊙) mit einem Fassungsvermögen von  450.000 m³. Das Wasser gelangt über einen 5,8 km langen Tunnel zum Kraftwerk. Unterhalb des Kraftwerks wird das Wasser über einen 590 m langen Tunnel wieder dem Fluss zugeführt. Die Einleitungsstelle (⊙) in den Fluss liegt auf einer Höhe von 1465 m.